# Instituto del Petróleo (métro de Mexico)
Instituto del Petróleo est une station de correspondance entre les lignes 5 et 6 du métro de Mexico, située au nord de Mexico, dans la délégation Gustavo A. Madero.

## La station
Le symbole, un derrick, et le nom de la station tiennent au fait qu'elle se trouve en face de l'Institut mexicain du pétrole.
Cette station dessert la correspondance entre les lignes 5 et 6, dont la principale caractéristique est que les deux stations sont éloignées, de sorte que leur transfert est très long ; celle de la ligne 5 est sur le Eje Central Lazaro Cardenas (Avenida de los Cien Metros), tandis que la ligne 6 est située rue Poniente 134, à environ 200 mètres de la réunion de ces deux routes.
Cette station a servi de terminal de la ligne 6 de son inauguration en décembre 1983, comprenant la section El Rosario-Instituto del Petroleo, jusqu'en juillet 1986, date de son extension à Martín Carrera.